# Sodefitex
Sodefitex (Société de développement et des fibres textiles) est une société d'économie mixte, d'abord publique puis privatisée, créée en 1974 qui a pour mission le développement de l'agro-industrie cotonnière au Sénégal, en particulier dans les régions agro-écologiques du Sénégal Oriental et de la Haute Casamance favorables à la culture cotonnière. 
Le siège de la Sodefitex est à Dakar où sont situés les magasins de stockage avant l'exportation. 90 % des effectifs de permanents (la Sodefitex compte environ 270 salariés permanents et entre 400 et 600 saisonniers suivant l'importance de la production) sont situés dans les régions de Kolda, Tambacounda, Kédougou, Kaffrine, Kaolack, Fatick sur le terrain. 
Les relations avec la Compagnie Française pour le Développement des Textiles, société publique française, à qui l'État du Sénégal avait confié dès l'indépendance et jusqu'en 1974, la tâche de promouvoir la culture cotonnière, comme culture de diversification pour sortir de la monoculture arachidière héritée de la colonisation, étaient régies par des conventions d'appui technique et de prestation de personnel.

## Historique
Le cotonnier est connu en Afrique soudano-sahélienne depuis au moins dix siècles sous sa forme arbustive pérenne. Pour étonnant que ce soit, le Sénégal est le précurseur de l’agro-industrie cotonnière en Afrique subsaharienne. Déjà en 1720, la France faisait venir dans ses comptoirs de la côte sénégalaise des esclaves jamaïcains pour développer la culture cotonnière. L’échec de cette expérience ne l’a pas empêchée de tenter à nouveau, un siècle plus tard à la faveur de la hausse des cours mondiaux impulsée par « l’Alabama Fever », d’y introduire la culture cotonnière.
Ainsi de 1816 à 1861 de nombreuses tentatives qui oscillèrent entre agriculture de plantation en régie et agriculture familiale avortèrent successivement. Dans les années 1860, la culture du coton est abandonnée en même temps que s’implantait vigoureusement la monoculture arachidière. Le coton sénégalais a alors connu une éclipse d’un siècle. 
Mais le décor était planté, « l’ADN » du coton sénégalais de l’ère moderne, post coloniale, était ainsi constitué : agriculture paysanne, filière intégrée, concurrence de l’arachide qui pousse à l’innovation et à la créativité, réputation de qualité de la fibre. Durant les XVIIIe et XIXe siècles, le Sénégal a été le champ d’expérimentation, l’annonciateur de l’économie cotonnière d’Afrique au sud du Sahara qui va se développer à partir des années 1920 en Afrique centrale puis occidentale pour satisfaire les besoins d’industriels, tandis que la monoculture arachidière triomphait au Sénégal.
En 1961, le gouvernement de la jeune République du Sénégal, désireux de s’arracher de la « tyrannie de l’arachide » et de diversifier les cultures pour réduire l’exposition au risque de l’économie sénégalaise, demande à la Compagnie Française de Développement des Fibres Textiles (CFDT), société publique française, de conduire une expérimentation de coton irrigué dans les casiers de Richard-Toll,  avec l’appui scientifique de l’Institut (Français) de Recherche sur les Cotons et Textiles (IRCT). En 1964, les premiers essais sous pluie sont démarrés par la CFDT au Sine-Saloum, au Sénégal Oriental et en Haute Casamance.
Dix ans plus tard, naît la Sodefitex comme société d’économie mixte à capitaux publics majoritaires. Sa construction est ponctuée événements économiques et climatiques qui la façonnent au fil des ans. Jusqu'en 1979, la production de coton au Sénégal connait une forte croissance, puis une évolution erratique au gré de la pluviométrie et des évolutions de l'économie. 
En 1991-1992, la production cotonnière atteint pour la première fois 50 000 tonnes de coton graine puis la production décline. En 1998-1999, elle atteint le plancher avec 11 400 tonnes. À partir de 2000, la production connait à nouveau une croissance spectaculaire avec de nouveaux records en 2003/2004 51 646 tonnes puis en 2006/2007 52 422 tonnes. Puis la crise cotonnière liée à la chute des cours mondiaux a conduit à un effondrement de la production jusqu'à 18 500 tonnes en 2009/2010. En 2010/2011 celle-ci est remontée à 23 434 tonnes. Cette tendance semble devoir se renforcer du fait de la remontée des cours mondiaux et de l'amélioration notable du prix au producteur.
En 1981, avec la disparition de l'ONCAD, l'établissement public à caractère industriel et commercial qui avait la charge de la production d'arachide au Sénégal, la Sodefitex a racheté le matériel agricole de ce dernier. La Sodefitex a par suite éprouvé des difficultés, à partir de 1999, à maintenir le financement de la distribution d'engrais aux quelque 50 000 exploitants cotonniers du Sénégal qu'elle encadre.
Sa privatisation totale est exigée par le Fonds monétaire international (FMI) depuis les années 1990 et le 13 novembre 2003, elle a été privatisée, puis a connu une augmentation de son capital social passé de 750 millions à trois milliards de francs CFA. L'État sénégalais a conservé 46,5 % du capital en s'engageant à céder dès que possible 20 % aux producteurs de coton graine et 10 % aux salariés de l'entreprise, tandis que la société Géocoton (nouveau nom de la CFDT devenue DAGRIS -Développement des Agro-industries du Sud avant d'être privatisée sous le nom de Géocoton) en détient 51 %. La Caisse Nationale de Crédit Agricole du Sénégal (CNCAS) et la CBAO Attijari Bank détiennent chacune 1,25 % des actions.

## Description
La Sodefitex, certifiée ISO 9001 depuis le 18 mars 2005, pour « l'achat, le transport et l'égrenage du coton graine, la production et la commercialisation de fibre, de graines et de semences de coton » (en 2014, le périmètre de certification a été étendu en amont au conseil technico-commercial aux agriculteurs partenaires), produit en moyenne par an, entre 15 et 20 000 tonnes de coton-fibre dont la quasi-totalité est actuellement exportée par suite des difficultés des filatures sénégalaises. 
Elle dispose de cinq usines d'égrenage pour une capacité de 65 000 tonnes de coton graine réparties dans les villes de Kahone, Tambacounda, Kédougou, Vélingara et Kolda dont elles constituent les seules unités industrielles et principales pourvoyeuses d'emploi. La Sodefitex a aussi à Vélingara, en Haute Casamance, une usine de production de semences délintées de coton d'une capacité de 1 500 tonnes pour le marché local et l'exportation. 
Elle dispose d'une rizerie d'une capacité de 6 000 tonnes à Kédougou, à l'arrêt depuis 1995. La Sodefitex a aussi une minoterie d'une capacité de 200 tonnes prévue pour passer à 1 000 tonnes en 2012 et d'un silo à maïs d'une capacité de 1 000 tonnes. Parmi ses missions, le renforcement des capacités des organisations professionnelles agricoles et l’amélioration des compétences par l’alphabétisation fonctionnelle (60 000 ruraux alphabétisés dans les principales langues nationales de la zone depuis 1982), la post alphabétisation (près de 5 000 ruraux parmi les meilleurs produits des classes d'alphabétisation en langues nationales ont reçu une formation technique pour assurer les fonctions de relais techniques villageois) et la communication rurale (la Sodefitex édite des journaux en Pulaar, Mandingue et Wolof Kabaaru, Kibaaro, Xibaar et anime des radios rurales communautaires) la structuration et la professionnalisation. 
La Sodefitex est aussi chargée du conseil de gestion aux exploitations agricoles, aux micro-entreprises rurales et aux organisations professionnelles. À travers sa Base d'Appui aux Méthodes et Techniques pour l'Agriculture, les autres Activités Rurales et l'Environnement (Bamtaare qui signifie Développement en Pulaar, principale langue parlée en zone cotonnière) elle travaille à la diversification agro-industrielle pour ne plus être aussi exposée à la grande volatilité des cours de la fibre de coton. Bamataare est aussi un bureau d'études qui offre ses services d'appui au développement rural durable à divers clients (État, ONG, entrepreneurs privés)sur le marché. La Sodefitex travaille en étroite relation avec la Fédération Nationale des Producteurs de Coton (FNPC) qui participe au Conseil d'Administration de la Sodefitex en tant qu'observateur en attendant d'acquérir 20 % des actions de l'entreprise pour le moment portées par l'État. 
La Sodefitex et la FNPC sont parties prenantes de l'Association Sénégalaise Interprofessionnelle du Coton (ASIC). L'entreprise travaille aussi avec la Fédération des Maïsiculteurs Unis et avec le Comité Interprofessionnel de la Filière Lait Local (CINAFIL).  
La Sodefitex est un membre fondateur de l'Association Cotonnière Africaine (A.C.A). Son Directeur général en a été le Président de l'assemblée Générale d'Arusha, en mars 2009 à celle de Victoria Falls au Zimbabwe en mars 2012.   

## Projets
En mai 2014 la Sodefitex conclut un processus de planification stratégique qui a mobilisé durant sept mois tout le personnel et les partenaires par l'élaboration du plan stratégique Sodefitex Horizon 2020 qui marque une rupture stratégique, la diversification et définit une nouvelle vision. La Sodefitex se projette en 2020 comme  « une agro-industrie diversifiée, rentable, verte et innovatrice, stimulant les changements économiques et sociaux positifs vers une ruralité attrayante et contribuant significativement à une croissance inclusive et équitablement partagée pour le développement durable du Sénégal et de l’Afrique de l’Ouest, par la convergence des efforts et de la créativité de salariés qui se réalisent pleinement dans leur travail et de milliers d’exploitations agricoles familiales ».      
Le plan Sodefitex Horizon 2020, actuellement en œuvre définit neuf Domaines d'activité stratégiques : l'agro-industrie cotonnière, la production et le décorticage du riz, la production et la transformation de maïs, mil et sorgho, la production semencière (arachide, riz, maïs, coton), les prestations de service en développement rural à travers Bamtaare qui devient une filiale de la Sodefitex, la production et la commercialisation de calices de Bisaap (Hibiscus sabdariffa), la production d'arachide de bouche, la production d'aliments de volaille, la production industrielle d'aflasave champignon qui permet le contrôle biologique du champignon vecteur de l'aflatoxine.   
Pour réaliser son plan stratégique, la Sodefitex s'inscrit dans le sillage du Plan Sénégal émergent et va signer un contrat de performance avec l’État. Elle a réformé son organisation. La Direction des Opérations Cotonnières est devenue la Direction Agro-industrielle, le Département Production Cotonnière est devenu le Département de sécurisation des Approvisionnements en Produits Agricoles, les Régions Cotonnières des Régions agricoles.     
Son ancêtre jusqu'en 1974 était la Compagnie Française pour le Développement des Textiles (CFDT). Une quinzaine d'années après les indépendances de 1960, la plupart des pays transformèrent ses filiales en sociétés cotonnières, sur le modèle de sociétés d’économie mixte où la CFDT restait actionnaire: la Sodecoton au Cameroun, la Compagnie ivoirienne pour le développement des textiles (C.I.D.T) en Côte d'Ivoire, la Compagnie malienne pour le développement du textile au Mali, la CotonTchad au Tchad, la Société centrafricaine de développement agricole (Socada) en République centrafricaine, la Société togolaise du coton (Sotoco) au Togo, la Sodefitex au Sénégal, la Société nationale pour la promotion agricole (Sonapra) au Bénin et la Société Burkinabè des Fibres Textiles (Sofitex) en Haute-Volta.

## Production
La production de coton de la zone franc, en tonnes (sources : Compagnie Française pour le Développement des Textiles/Dagris)
| Année      | 1950   | 1960   | 1980        | 1990      | 2000       | 2004         | 2008        |
| Production | 100000 | 200000 | 1/2 million | 1 million | 2 millions | 2,6 millions | 1,3 million |